# Niangoloko
Niangoloko è un dipartimento del Burkina Faso classificato come città, situato nella provincia  di Comoé, facente parte della regione di Tannouyan.
Il dipartimento si compone del capoluogo e di altri 15 villaggi: Boko, Dangouindougou, Diefoula, Folonzo, Kakoumana, Karaborosso, Kimini, Koutoura, Mitieridougou, Nofesso, Ouangolodougou, Tierkora, Timperba, Toundoura e Yendere.